# Edgarbaileyita
L' edgarbaileyita és un mineral de la classe dels silicats. Rep el seu nom en honor d'Edgar Herbert Bailey (1914-1983), geòleg del Servei Geològic dels Estats Units i especialista en productes bàsics de mercuri.

## Característiques
L'edgarbaileyita és un silicat de fórmula química Hg+
6Si₂O₇. Cristal·litza en el sistema monoclínic. La seva duresa a l'escala de Mohs és 4.
Segons la classificació de Nickel-Strunz, l'edgarbaileyita pertany a «09.BC: Estructures de sorosilicats (dímers), grups Si₂O₇, sense anions no tetraèdrics; cations en coordinació octaèdrica [6] i major coordinació» juntament amb els següents minerals: gittinsita, keiviïta-(Y), keiviïta-(Yb), thortveitita, itrialita-(Y), keldyshita, khibinskita, parakeldyshita, rankinita, barisilita, kristiansenita i percleveïta-(Ce).

## Formació i jaciments
Va ser descoberta a la mina Clear Creek, al pic Picacho, al districte de New Idria del comtat de San Benito, a Califòrnia, Estats Units. En aquesta mateix estat també ha estat trobada als comtats de San Mateo i Sonoma. També ha estat descrita en altres estats dels Estats Units, com Arkansas, Nevada i Texas, però no fora d'aquest país.